# Struktura magmatskih kamnin
Strukturo magmatske kamnine določajo oblika, velikost, porazdelitev velikosti, orientacija in način zraščanja posameznih delcev, ki so posledica poteka kristaljenja magme.
Magmatska kamnina je lahko zgrajena samo iz izkristaljenih mineralov (holokristalna), stekla in izkristaljenih mineralov (hipokristalna) ali samo iz stekla (vitrofirska).
Kristaliničnost kamnine je določena s stopnjo izkristaljenja in velikostjo zrn. Za določanje strukture je zelo pomembna tudi oblika kristalov: kristali so lahko pravilni (evhedralni), delno prvilni (subhedralni)  ali nepravilni (anhedralni).
Kamnine se po velikosti kristalov delijo na fenokristalne (makrokristalne), v katerih so kristali vidni s prostim očesom in afanitske (mikro ali kriptokristalne), v katerih so kristali prepoznavni samo pod mikroskopom.

## Kristaljenje
Glavni činitelji, ki določajo strukturo magmatske kamnine, so:
- hitrost ohlajanja (dT/dt), ki je najvplivnejša,
- difuzijska hitrost, se pravi hitrost, s katero se atomi ali molekule lahko gibljejo (difundirajo) skozi tekočino, in
- hitrost nastajanja novih kristalizacijskih jeder, se pravi hitrost, s katero pride na isto mesto ob istem času dovolj kemijskih konstituent kristala, ne da bi se raztopile.

Hitrost rasti kristalov je hitrost, s katero nova konstituenta lahko pride na površino rastočega kristala in je odvisna predvsem od difuzijske hitrosti aktualnih atomov oziroma molekul. 
Za nastanek kristala v magmi se mora na istem mestu ob istem času zbrati dovolj kemijskih konstituent, da iz njih nastane jedro kristala. Ko je jedro zgrajeno, morajo kemijske konstitueente difundirati skozi tekočino, da pridejo do površine rastočega kristala. Kristal zatem raste, dokler je naleti na oviro ali dokler ne zmanjka njegovih kemijskih konstutuent. 
Vse hitrosti so zelo odvisne od temperature.

### Podhlajenost taline
Pri majhni stopnji podhlajenosti taline je hitrosti tvorbe jeder majhna, hitrost rasti kristalov pa zmerna. Zaradi majhnega števila kristalizacijskih jeder bodo v takšnih pogojih zrasli relativno veliki kristali in struktura bo faneritska. 
Pri večji stopnji podhlajenosti sta hitrost tvorbe jeder in hitrost rasti kristalov veliki. V takšnih pogojih bo nastalo veliko kristalov, ki bodo hitro rasli in struktura bo bolj finozrnata. Če je velikost kristalov tako majhna, da se jih ne da razlikovati z lupo, je struktura afanitska.  
Pri veliki podhlajenosti taline sta hitrosti nastajanja jeder in rasti kristalov majhni. Nastalo bo majhno število kristalov, ki ne bodo zrasli do večjih velikosti. Struktura bo steklasta z nekaj drobnimi kristali, imenovanimi mikroliti. Popolnoma steklasta struktura se imenuje holohialinska. 

### Hitrost ohlajanja
Pri počasnem ohlajanju taline bo nastalo majhno število velikih kristalov. Če počasnemu ohlajanju sledi hitro ohlajanje, pri katerem bo nastalo veliko število manjših kristalov, bodo v strukturi kristali dveh ali več različnih velikosti in struktura bo porfirska. Porfiriska struktura lahko nastane tudi pri enostopenjskem ohlajanju. 
V porfirski strukturi se relativno veliki kristali, ki so značilno večji od osnovne mase, imenujejo fenokristali ali vtrošniki.

## Zrnata struktura
Zrnata struktura magmatkih kamnin se pojavlja v globočninah, ki so se strdile v spodnjem in zgornjem plutonskem nivoju. Pri teh pogojih je kristaljenje potekalo počasi, zato je izkristalila vsa kamnina. Zrna vseh mineralov so običajno približno enako velika in nepravilno oblikovana, ker so bila pri rasti omejena s sosednjimi zrni. Zrnate strukture se po velikosti zrn delijo na: 
- finozrnate (< 1 mm)
- srednjezrnate (1 – 5 mm)
- grobozrnate ( 5 – 30 mm)
- zelo grobozrnate (> 30 mm)[1]

Strukture se glede na pravilnost kristalov delijo na:
- panidiomorfne, v katerih so vsi kristali pravilno oblikovani,
- hipidiomorfne, v katerih so pomešane pravilne in nepravilne oblike, in
- alotriomorfne, v katerih kristali nimajo pravilnih oblik.

## Porfirska struktura
Če so minerali v kamnini kristalili v dveh fazah, od katerih je prva tekla počasi (v globini), druga pa zaradi hitrega padca temperature hitro (med izlivom), so v prvi fazi nastali veliki kristali pravilnih oblik, v drugi pa samo drobni zametki kristalov. Kamnina je dobila strukturo, v kateri so veliki kristali iz prve faze vgrajeni v drobnozrnato ali steklasto osnovo, ki je nastala v drugi fazi ohlajanja.  
Porfirska struktura je nastala v kamninah, ki so kristalile na podvulkankem in vulkanskem nivoju. Veliki, večinoma idiomorfni kristali, ki so nastali v prvi fazi, se imenujejo fenokristali ali vtrošniki. 
Porfirske strukture se po kristaliničnosti osnovne mase delijo na:
- holokristalinične, v katerih ležijo vtrošniki v kristalinični osnovni masi,
- hipokristalinične, v katerih ležijo vtrošniki v delno kristalinični osnovni masi in
- hialinske ali vitrofirske, v katerih ležijo vtrošniki v steklasti osnovni masi.

Drobni kristali osnovne mase v porfirski strukturi se imenujejo mikroliti.
Vtrošniki so glede na velikost zrn lahko:
- mikrofenokristalni (0,03 – 0,3 mm)
- fenokristalni (0,3 – 5 mm)
- megafenokristalni (> 5 mm)[1]

## Druge strukture
Poleg zrnate in porfirske strukture se v magmatskih kamninah pojavlja še nekaj drugih značilnih struktur.
- Porfiroidna struktura je ena od zrnatih struktur, za katero so značilna malo večja, po navadi idiomorfna zrna, najpogosteje glinencev, ki so vgrajena  v zrnato maso kamnine. Struktura je pogosta v žilninah.
- Mirmekitska struktura nastane s preraščanjem žilnatega kremena in plagioklaza, po navadi oligoklaza. Struktura je nastala v kasnejših stanjih strjevanja magmatske kamnine ali v obdobju vulkanske aktivnosti, ki je temu sledilo, in je značilna za felzične kamnine, granite in pegmatite. Kremen ima obliko kepic.
- Sferolitska struktura je pogosta v lavah, ki zelo hitro kristalijo, pri čemer nastanejo zaobljeni skupki plagioklaza in obarvanih mineralov - sferoliti.
- Ofitska struktura je struktura, v kateri so vmesni prostori v rešetki iz plagioklaza  zapolnjeni z zrni piroksena. Struktura je zelo značilna za diabaze in dolerite. Če so vmesni prostori zapolnjeni s steklom ali delno izkristaljeno maso, je struktura intersetalna.
- Polifirska struktura je splošen naziv za vse porfirske strukture z velikim številom vtrošnikov. Struktura z majhnim številom vtrošnikov je oligofirska.
- Pojkilitska struktura je struktura, v kateri večja zrna nekega minerala vsebujejo drobnejša zrna nekega drugega minerala.

## Vir
- Stephen A. Nelson: Petrology. Textures of Igneous Rocks. Tulane University, Department of Earth & Environmental Sciences. .